# Eisscholle

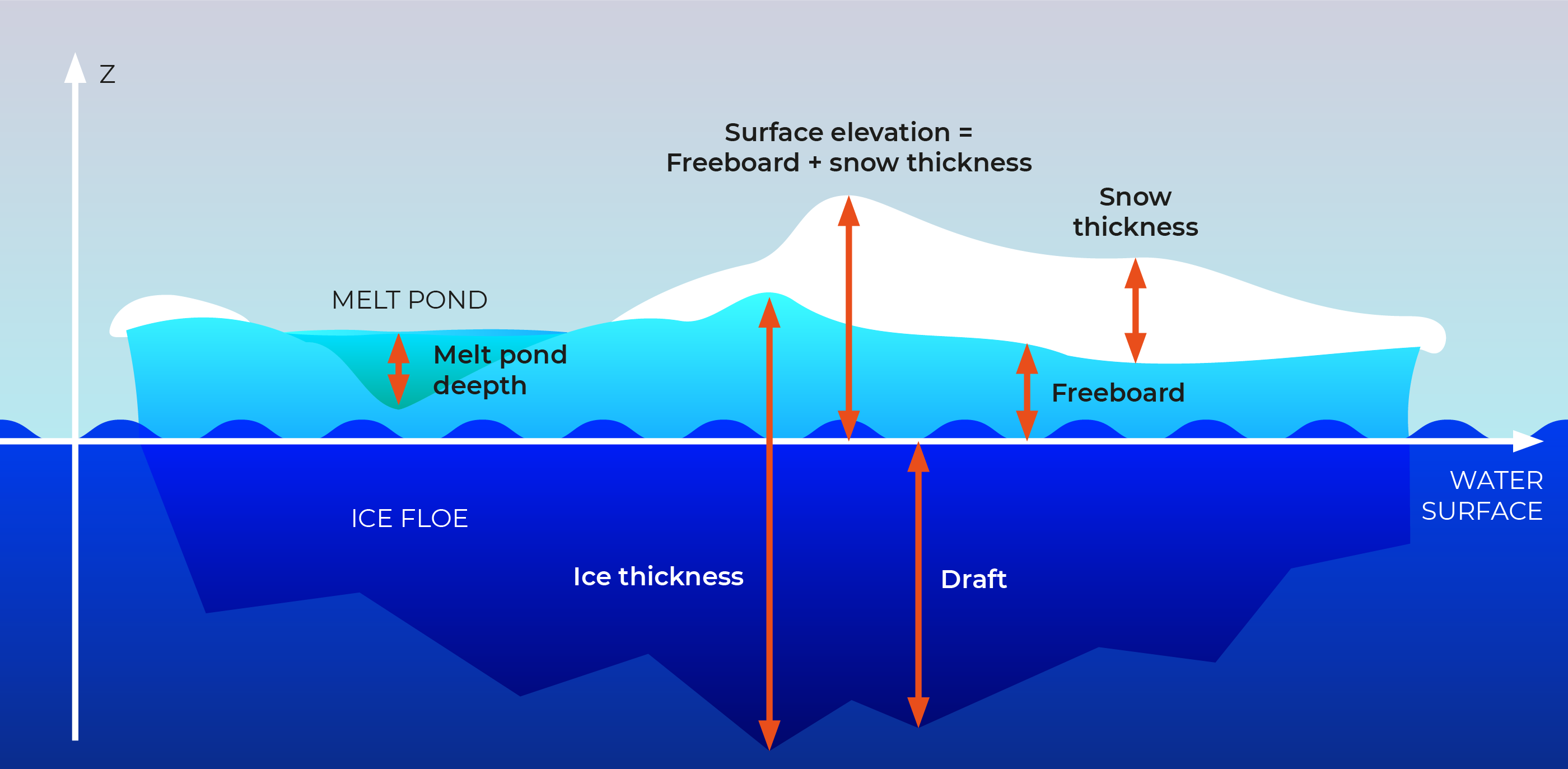
Wissenschaftliche Parameter zur Messung einer Eisscholle

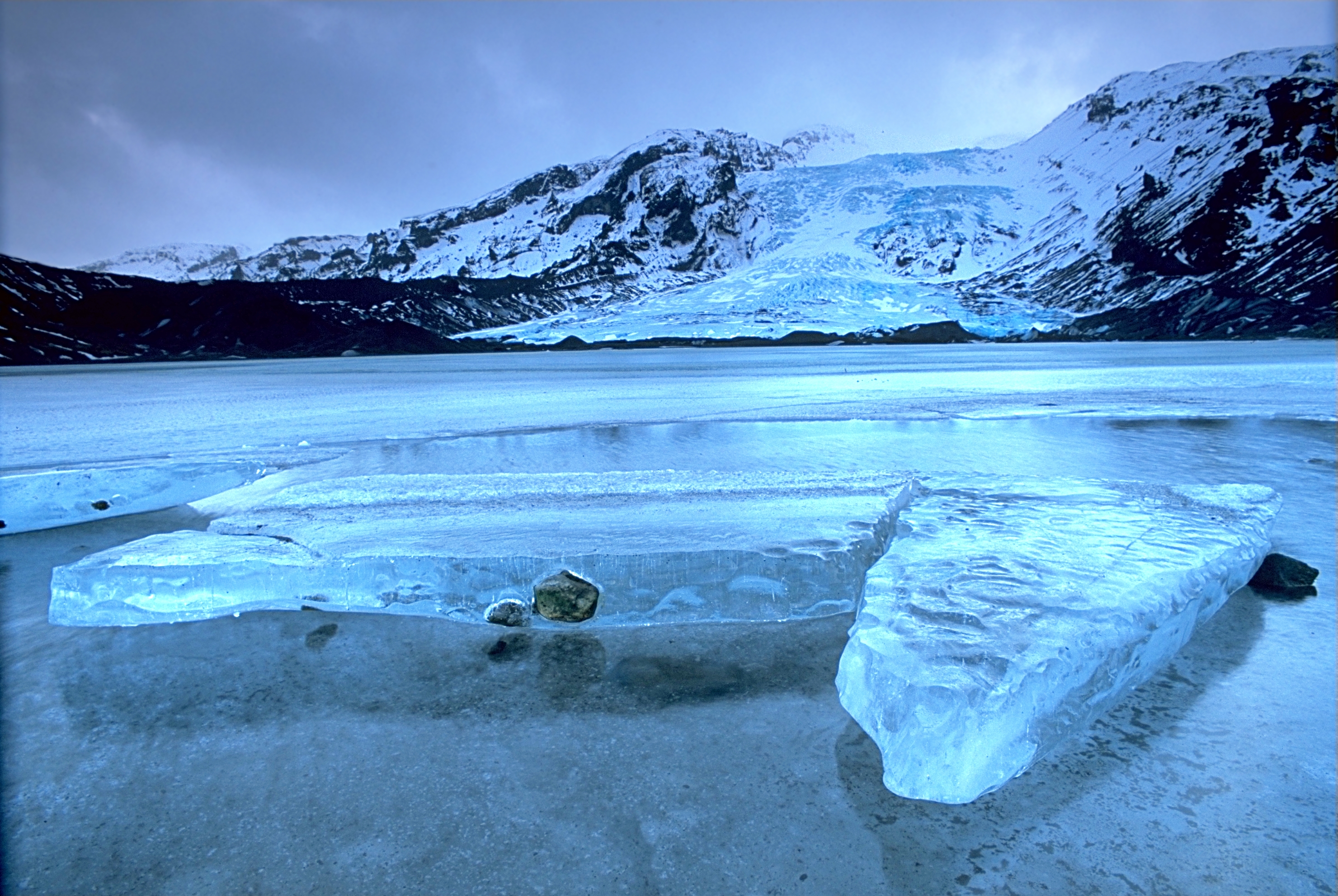
Eisscholle

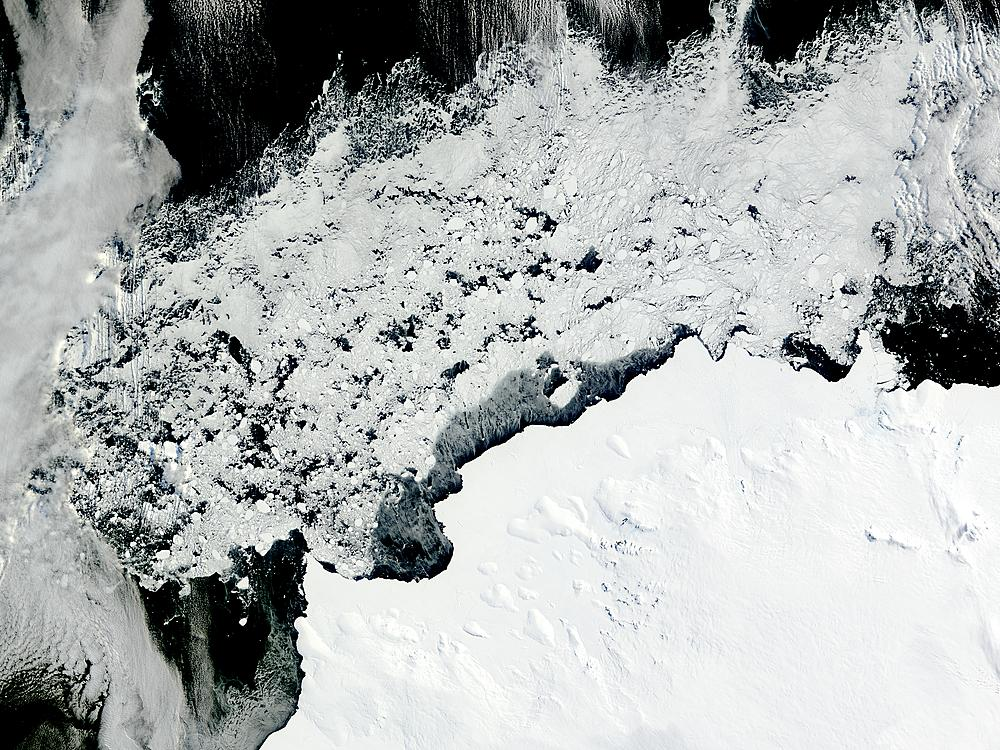
Eisschollen im antarktischen Rossmeer

Eisschollen sind flache Stücke Treibeis. Sie entstehen bei Erwärmung und Auseinanderdrift vorher geschlossener Eisflächen auf Still- und Fließgewässern wie Flüssen, Kanälen, Ozeanen, Seen und Pfützen.
Das Eis besteht immer aus gefrorenem Süßwasser. Bei der Kristallisation von Salzwasser zu Meereis wird das Salz an das umgebende Wasser abgegeben oder in Salzeinschlüssen konzentriert. Zunächst entsteht Frazil-Eis, das sind Eisnadeln an der Wasseroberfläche. Diese klumpen zu Eisschlamm zusammen. Bei ausreichendem Seegang bildet sich dann Pfannkucheneis, das sind kreisrunde Eisschollen mit wulstigem Rand.
In Schlesien und Brandenburg werden runde Eisschollen mit wulstigem Rand auf Flüssen Brieger Gänse genannt. Der Name leitet sich vom regelmäßigen Auftreten dieser Form auf der Oder bei Brzeg (deutsch Brieg) und den Geräuschen ab, den diese Eisschollen erzeugen, wenn sie gegen Buhnen und Brückenpfeiler stoßen.
Auf Flüssen treibende Eisschollen können eine Gefahr für Brücken werden. Sie können sich als sogenannter Eisstoß zwischen den Pfeilern aufstauen und so hohe Belastungen auf das Bauwerk ausüben.
Auch die riesigen vom Kontinentaleis der Arktis oder Antarktis abbrechenden Eismassen (Eisberge) werden umgangssprachlich manchmal als Eisschollen bezeichnet.
Ein Phänomen ist bislang das gelegentliche Auftreten kreisrunder Eisschollen, so genannter Eiskreise, die nicht aus vorher geschlossenen Eisflächen entstehen.